# シロハタフウチョウ
シロハタフウチョウ （学名：Semioptera wallacii）は、スズメ目フウチョウ科の鳥類。

## 分布
- Spice Islands （固有種）